# Post Tower
Post Tower je mrakodrap v německém městě Bonn. Postaven byl podle návrhu, který vypracovala firma Murphy/Jahn Architects. Má 42 podlaží a výšku 162,5 m, je tak nejvyšší mrakodrap ve městě a zároveň nejvyšší mrakodrap v Německu postavený mimo Frankfurt nad Mohanem. Byl dokončen v roce 2002 přibližně po dvou letech výstavby.